# Konecranes
Konecranes (до 2007 года — KCI Konecranes) — финская компания в области производства и технического обслуживания грузоподъемной техники (подъёмных кранов). Штаб-квартира расположена в г. Хювинкяа (Финляндия).
В августе 2015 года было объявлено о слиянии путём обмена акций компании Konecranes с американским производителем промышленной техники Terex Corporation. Планировалось, что слияние произойдёт в первой половине 2016 года, однако 19.02.2016 было объявлено о прекращении сделки.

## Организация
Стиг Густавсон был первым исполнительным директором компании (1994 — 2005), с 2005 года он возглавляет совет директоров. На посту исполнительного директора его в 2005 году сменил Пекка Лундмарк (род. 1963), который присоединился к компании в 2004 году; до этого он работал в компаниях Хакман и Нокиа. В апреле 2015 года была объявлено о том, что Лундмарк оставляет свой пост: с сентября 2015 года он вступает в должность исполнительного директора финской государственной энергетической компании Fortum.
В компании Konecranes заняты 18 900 сотрудников в 600 подразделениях в 48 странах, работающие в двух направлениях — оборудование и сервисное обслуживание.

### Оборудование
Компания предлагает различные виды грузоподъемной техники для индустрий, требующих оперирования грузами, таких как промышленное производство, производство энергии, грузовые терминалы портов, судостроительные верфи. Ассортимент грузоподъёмных решений включает в себя канатные и цепные механизмы подъёмов, крановые компоненты, ручные подъёмники, вилочные погрузчики.

### Сервисное обслуживание
Konecranes предлагает обслуживание и услуги модернизации для промышленных кранов, кранового оборудования в 600 подразделениях в 48 странах. Сервисные продукты включают в себя такие виды обслуживания как инспекция оборудования, предупредительные ремонты, поставка запасных частей и модернизация. Компания обслуживает 420 000 единиц оборудования, из которых четвёртая часть — собственного производства.

## Заказчики
Продукция Konecranes представлена по всему миру. Некоторые заказчики:
- В 2010 году Konecranes выиграла контракт на сумму 80 миллионов евро на поставку для компании Abu Dhabi Ports Company операционной системы контейнерного терминала и 30 автоматических стакеров.
- В 2011 году компания Georgia Ports Authority заказала 20 RTG кранов и четыре STS (судно-берег) крана для Port of Savannah.